# ネメシス (小惑星)
ネメシス (128 Nemesis) は、小惑星帯に位置するかなり大きく暗い小惑星の一つで、主に炭素化合物からできている。地球時間にして約1日半とかなりゆっくり自転している。ネメシス族という小惑星族の中で最も大きい小惑星である。
1872年11月25日にアメリカ合衆国の天文学者、ジェームズ・クレイグ・ワトソンによってミシガン州アナーバーで発見され、ギリシア神話に登場する復讐の女神ネメシスにちなんで命名された。なお、太陽の伴星が存在するという仮説でもその伴星はネメシスと名付けられている。